# Nokia N800
Nokia N800 — карманный персональный компьютер (КПК) компании Nokia («интернет-планшет» по классификации Nokia). Данное устройство было выпущено для замены предыдущей модели Nokia 770. Поскольку данная модель обладает относительно большим экраном (10,4 см), то она может быть отнесена к классу мобильных интернет-устройств (MID). Устройство было представлено в январе 2007 года, а в октябре того же года компанией Nokia была представлена альтернативная модель Nokia N810, отличающаяся выдвижной физической QWERTY-клавиатурой и наличием GPS-модуля.

## Технические характеристики
- Процессор: микропроцессор OMAP2420 с рабочей частотой 400 МГц.
  - Работает на заниженной частоте в 330 МГц при использовании OS 2007.
  - Работает на реальной частоте при использовании OS 2008.
- Память: 128 Мб RAM и 256 Мб flash.
- Коммуникации: IEEE 802.11 b/g, Bluetooth 2.0, USB 2.0 high‐speed (с поддержкой режима USB-host, требуется дополнительная настройка [1]).
- Дисплей, разрешение: 4,1" 800×480 при 225 DPI (такой же, как у Nokia 770).
- Слоты расширения: 2 полноразмерных слота для карт Secure Digital, один внутренний и один внешний.
- Камера: встроенная выдвижная поворотная вебкамера.
- Аудио: микрофон, стереодинамики, FM-радио,[2] 3.5 мм вход для наушников.
- Операционная система: GNU/Linux Maemo 3.0 в виде Internet Tablet OS 2007 или новой OS 2008.

Одной из сильных сторон N800 среди подобных является то, что устройство работает с операционной системой GNU/Linux, для которой существует большое число сторонних приложений. Некоторые из них оригинальные, некоторые — портированы с GNU/Linux, работающей на персональных компьютерах.

## Приложения
- Canola[англ.] — медиаплеер с возможностью потокового вещания.
- Maemo-mapper — географическое приложение, интегрированное с онлайн-источниками карт и GPS.
- Mplayer — медиаплеер.
- Obscura Photo Manager.
- SDict Viewer — программа для чтения словарей, справочников, энциклопедий, с использованием формата sdict, разработанного AXMA Soft.
- Pidgin — полнофункциональный клиент для обмена сообщениями с поддержкой протоколов AIM, MSN, Yahoo и Jabber.
- Claws Mail — полнофункциональный клиент электронной почты.
- FBReader — программа для чтения электронных книг.
- VNC-клиент и сервер.